# Miguel Echegaray
Miguel Echegaray y Eizaguirre (Quintanar de la Orden, 28 de septiembre de 1848-Madrid, 20 de enero de 1927) fue un comediógrafo español, hermano del también autor dramático José Echegaray y de la escritora Pastora Echegaray. Junto con Vital Aza y Miguel Ramos Carrión, dominó el género chico a fines del siglo XIX. Fue también, en dos ocasiones, presidente de la SAE (actual Sociedad General de Autores y Editores).

## Biografía
Era de familia aragonesa y madre vasca, y nació ocasionalmente en Quintanar de la Orden, provincia de Toledo, cuando sus padres viajaban de Madrid a Murcia. Su primera obra estrenada, en el Teatro del Circo de Madrid, cuando contaba con dieciséis años, fue Cara y Cruz (1864). Sin embargo interrumpió su carrera dramática para licenciarse en Filosofía y Letras y Derecho, y ejerció como abogado unos breves años y como jefe de administración civil en distintos ministerios. Desde 1864 fue secretario de su hermano cuando a éste lo nombraron ministro de Fomento y después de Hacienda; también fue diputado radical en 1873; tras la Restauración, volvió a escribir teatro, sobre todo comedias, género chico y zarzuelas, para los teatros Lara y de la Comedia, hasta alcanzar un total de 110 piezas, 21 de ellas zarzuelas. Obtuvo un sillón de la Real Academia Española el 18 de diciembre de 1913.
Miguel Echegaray era un dramaturgo muy culto y dominaba varias lenguas, entre ellas el hebreo. Su versificación es inteligente, sus temas imaginativos, poseía un fondo de crítica social y, desde luego, gozaba de una gran inspiración popular que le reportó conocer un gran éxito, aunque en la actualidad, incomprensiblemente, es menos recordado que su hermano, quizá porque este obtuvo el premio Nobel en 1904. Entre sus zarzuelas destacan las famosas Gigantes y cabezudos (1898), con el trasfondo del regreso de los soldados derrotados en la Guerra hispano-estadounidense, y El dúo de la Africana, de curiosa intriga metateatral, ambas con música de Manuel Fernández Caballero.
Casó con Matilde Romea, de la que tuvo entre otros hijos e hijas al arquitecto Alfredo Echegaray Romea. Fue sepultado en el cementerio de la Almudena.

## Obras

### Zarzuelas
- La niña mimada (1891), comedia en tres actos y en verso.
- El dúo de la Africana (1893), zarzuela en un acto con música de Manuel Fernández Caballero.
- Gigantes y cabezudos (1898), zarzuela en tres actos con música de Fernández Caballero.
- La viejecita (1897), zarzuela con música de Fernández Caballero.
- El Domingo de Ramos, zarzuela con música de Tomás Bretón (1895).
- El sombrero de plumas, zarzuela con música de Ruperto Chapí (1902).
- La rabalera (1907), zarzuela con música de Amadeo Vives.
- Juegos malabares (1910), zarzuela con música de Amadeo Vives.
- Agua de noria (1911), zarzuela con música de Amadeo Vives.
- El pretendiente (1913), zarzuela con música de Amadeo Vives.
- El buen ladrón, zarzuela con música de Roberto Giménez Ortells (1918).
- La revista (1892)
- Los Estudiantes (1900) con música de Fernández Caballero.
- La diligencia (1901) con música de Fernández Caballero.
- María Luisa (1906) con música de Fernández Caballero.
- La casta susana, (1902)
- Juegos malabares (1910), con música de Amadeo Vives.

### Comedias

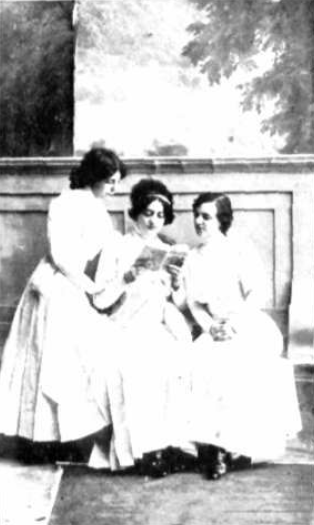
Representación de la obra Lucha de Clases en el Teatro de la Comedia en 1911

- Entre parientes, 1889;
- ¿Me conoces?, 1890;
- Viajeros para Ultramar, 1890;
- La credencial, 1891;
- La señora Francisca, 1892;
- Abogar contra sí misma, 1896;
- Mimo, 1898;
- Inocencia 1872
- Contra viento y marea 1878
- El octavo no mentir 1879
- Sin familia 1882
- Meterse a redentor 1887
- El enemigo 1888
- Los hugonotes 1889
- Caridad 1903